# 異尾粒鯰
異尾粒鯰，為輻鰭魚綱鯰形目粒鯰科的其中一種，為熱帶淡水魚，分布於亞洲印尼蘇門答臘淡水流域，體長可達2.8公分，棲息在沙石底質的溪流底層水域，生活習性不明。